# Myrmecozela caustocoma
Myrmecozela caustocoma är en fjärilsart som beskrevs av Edward Meyrick 1928. Myrmecozela caustocoma ingår i släktet Myrmecozela och familjen äkta malar. Inga underarter finns listade i Catalogue of Life.